# Tetragnatha modica
Tetragnatha modica là một loài nhện trong họ Tetragnathidae.
Loài này thuộc chi Tetragnatha. Tetragnatha modica được miêu tả năm 1911 bởi Kulczynski.